# 渋井清
渋井 清（しぶい きよし、1899年6月5日 - 1992年4月26日）は、日本の浮世絵研究者。東京浅草生まれ。
1923年慶應義塾大学文学部美術史卒。1959年「初期江戸板木絵研究」で慶應義塾大学文学博士。
1952年から1973年まで慶應義塾大学非常勤講師として美術史を講じた。この間大学から、再三、専任の教授となることを請われたが、これを辞し、終生自由な立場で研究・教育の活動を続ける姿勢を崩すことがなかった。慶應義塾の文学部では、1962年からは渋井のために特に「日本近世美術史」がカリキュラムのなかにもうけられ、専ら浮世絵に関して講義した。

## 経歴

### 西洋美術史を修め浮世絵へ
在学中は、澤木四方吉教授（西洋美術史）や福井利吉郎講師（日本美術史）などの指導を受け、卒業後の1926年には、『元禄古版画集英』第1輯を、続いてで1928年に第2輯を上梓。しかし、浮世絵研究者としての渋井の名を世に知らしめたのは、「ウキヨヱ内史 第1輯」（1932年）および「ウキヨヱ内史 第2輯」（1933年）を著わしたことである。

### 浮世絵のカタログ・レゾネ構想
戦後の1954年には『れんぼゑづくし初期板画』(アソカ書房刊)、1955年には『浮世絵』(河出書房刊）などを世に出した。とりわけ『ウキヨエ図典 第13（歌麿）』（1964年)は、初期から幕末に至る主要浮世絵師一人一人の作品を一巻に集め、「題名索引」「全題名索引」「板元索引」を付けるカタログ・レゾネであり、広大な計画であった。これが全て完成していれば、その後の浮世絵研究にどれほど益するところがあったろうかと思われた。渋井の研究者としての先見性が評価される計画であったが、図書販売上の理由から歌麿の巻一冊のみが出版されるに止まった。

## 編著書
- 『元禄古版畫集英』古版畫研究學會、1926年。
- Ars Erotica : Old Documents Concerning Human Life Instincts and Emotions as Interpreted by Japanese Artists,in the Eighteenth and Earlier Part of the Nineteenth Centuries. 古版画研究学会. (1930)
- 『ウキヨヱ内史 第1輯』大鳳閣書房、1932年。
- 『ウキヨヱ内史 第2輯』大鳳閣書房、1933年。
- 『芝居絵本蒐蔵之記』私家版、1936年。
- 『吉原本』古版画研究学会、1936年。
- 『歌麿』アソカ書房　1952
- 『れんぼゑづくし初期板画』アソカ書房、1954年。
- 『浮世絵版画 歌麿 Series 1』（菊地貞夫 共編）集英社、1963年。
- 『浮世絵版画 北斎 Series 2』（菊地貞夫 共編）集英社、1963年。
- 『浮世絵版画 晴信 Series 3』（菊地貞夫 共編）集英社、1963年。
- 『浮世絵版画 広重 Series 4』（菊地貞夫 共編）集英社、1964年。
- 『浮世絵版画 清長 Series 5』（菊地貞夫 共編）集英社、1963年。
- 『浮世絵版画 写楽 Series 6』（菊地貞夫 共編）集英社、1964年。
- 『浮世絵版画 杉村 Series 7』（菊地貞夫 共編）集英社、1963年。
- 『ウキヨエ図典 第13（歌麿）』風間書房、1964年。
- 『江戸の板画 甦える美』桃源社〈桃源選書〉、1965年。
- 『歌麿の世界』日本経済新聞社〈日経新書〉、1968年。
- 『東海道五十三次』（広重 画）共同通信社開発局、1968年。
- 『名所江戸百景 本篇』（一立斎広重 画、座右宝刊行会 編）集英社、1974年。
- 『名所江戸百景 別冊』（一立斎広重 画、座右宝刊行会 編）集英社、1974年。